# آیری اینو
آیری اینو (انگلیسی: Airi Eino؛ زادهٔ ۱۹ ژانویهٔ ۱۹۹۳) صداپیشگی در ژاپن اهل ژاپن است. وی از سال ۲۰۱۴ میلادی تاکنون مشغول فعالیت بوده‌است.